# سونیک خارپشت ۲ (بازی ویدئویی ۸-بیت)
سونیک خارپشت ۲ یک بازی پرشی توسعه‌یافته توسط اسپکت می‌باشد که در سال ۱۹۹۲ توسط سگا برای مستر سیستم و گیم گیر عرضه گردید.